# Эйдзи
Эйдзи (яп. 永治 эйдзи) — девиз правления (нэнго) японских императоров Сутоку и Коноэ, использовавшийся с 1141 по 1142 год .

## Продолжительность
Начало и конец эры:
- 10-й день 7-й луны 7-го года Хоэн (по юлианскому календарю — 13 августа 1141);
- 28-й день 4-й луны 2-го года Эйдзи (по юлианскому календарю — 25 мая 1142).

## Происхождение
Название нэнго было заимствовано:
- из «Дянь лунь» (кит. упр. 典論, пиньинь Diǎn lùn, буквально: «Рассуждение о классиках») авторства Цао Пи:「礼楽興於上、頌声作於下、永治長徳、与年豊」[3];
- из «Истории Династии Цзинь» (кит. упр. 晋书, пиньинь Jìn shū, палл. Цзинь Шу):「見土地之広、謂万葉而無虞、覩天下之安、謂千年而永治」[3].

## События
- 1141 год (3-я луна 1-го года Эйдзи) — дайдзё тэнно Тоба принял постриг и стал буддийским монахом в возрасте 27 лет[5];
- 5 января 1142 года (7-й день 12-й луны 1-го года Эйдзи) — император Сутоку отрёкся от престола; трон перешёл к его младшему брату, восьмому сыну дайдзё тэнно Тоба. Через некоторое время на престол взошёл новый император Коноэ[6].

## Сравнительная таблица
Ниже представлена таблица соответствия японского традиционного и европейского летосчисления. В скобках к номеру года японской эры указано название соответствующего года из 60-летнего цикла китайской системы гань-чжи. Японские месяцы традиционно названы лунами.
| 1-й год Эйдзи (Металлический Петух) | 1-я луна*      | 2-я луна   | 3-я луна* | 4-я луна* | 5-я луна  | 6-я луна* | 7-я луна* | 8-я луна   | 9-я луна    | 10-я луна* | 11-я луна | 12-я луна  |
| ----------------------------------- | -------------- | ---------- | --------- | --------- | --------- | --------- | --------- | ---------- | ----------- | ---------- | --------- | ---------- |
| Юлианский календарь                 | 9 февраля 1141 | 10 марта   | 9 апреля  | 8 мая     | 6 июня    | 6 июля    | 4 августа | 2 сентября | 2 октября   | 1 ноября   | 30 ноября | 30 декабря |
| 2-й год Эйдзи (Водяная Собака)      | 1-я луна       | 2-я луна*  | 3-я луна  | 4-я луна* | 5-я луна* | 6-я луна  | 7-я луна* | 8-я луна*  | 9-я луна    | 10-я луна* | 11-я луна | 12-я луна  |
| Юлианский календарь                 | 29 января 1142 | 28 февраля | 29 марта  | 28 апреля | 27 мая    | 25 июня   | 25 июля   | 23 августа | 21 сентября | 21 октября | 19 ноября | 19 декабря |

* звёздочкой отмечены короткие месяцы (луны) продолжительностью 29 дней. Остальные месяцы длятся 30 дней.